# Ergo bibamus
Ergo Bibamus (Latijn: Welnu, laat ons drinken!) is een studentenlied, veelvuldig op cantussen gezongen, dat Johann Wolfgang von Goethe in 1810 schreef. In 1813 is het door Max Eberwein van melodie voorzien. Het Twents volkslied is op deze melodie gemaakt.